# De Havilland DH.60 Moth
de Havilland DH 60 Moth là một loại máy bay huấn luyện và du lịch 2 chỗ của Anh trong thập niên 1920, được hãng de Havilland Aircraft Company phát triển thành một loạt các máy bay khác.

## Biến thể
- DH 60 Cirrus Moth

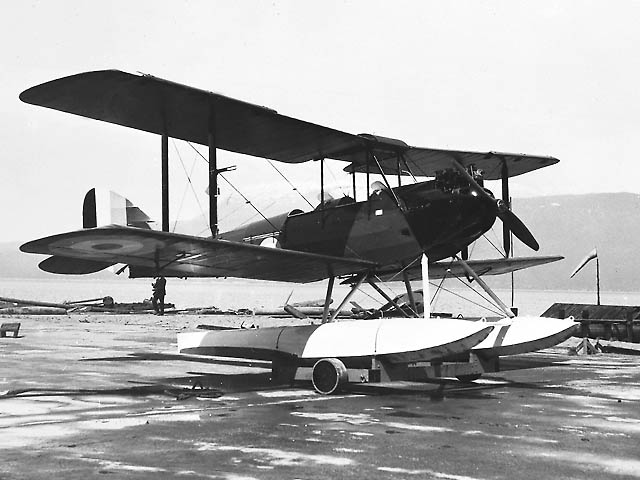
DH 60 Cirrus Moth của Canada lắp phao nổi

- DH 60 Cirrus II Moth. (hay còn gọi là Hermes Moth).

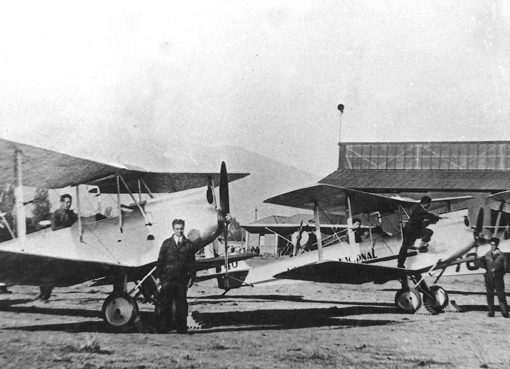
DH 60G Gipsy Moth của hãng LAN-Chile, 1933

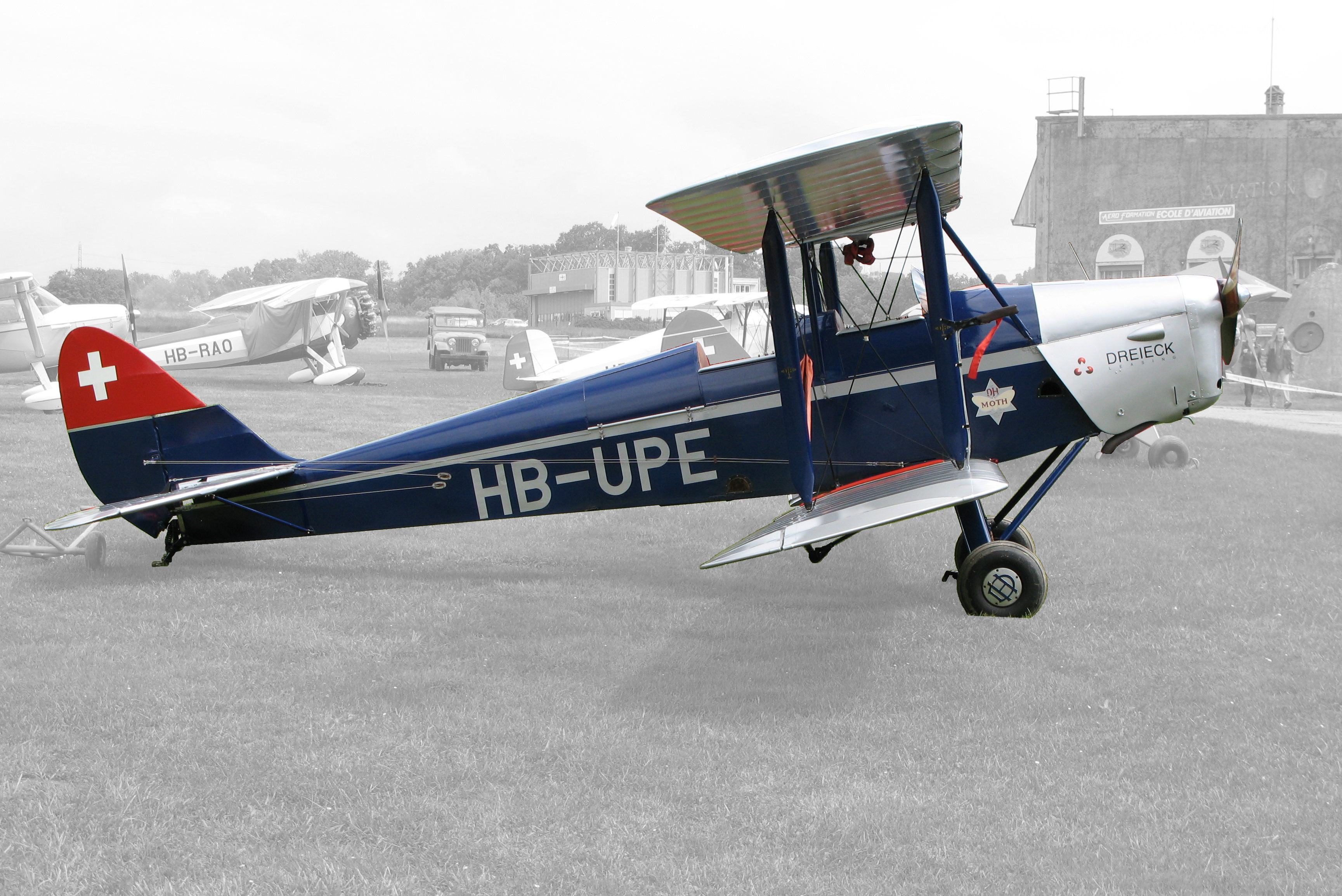
DH 60G III Moth Major của Thụy Sĩ

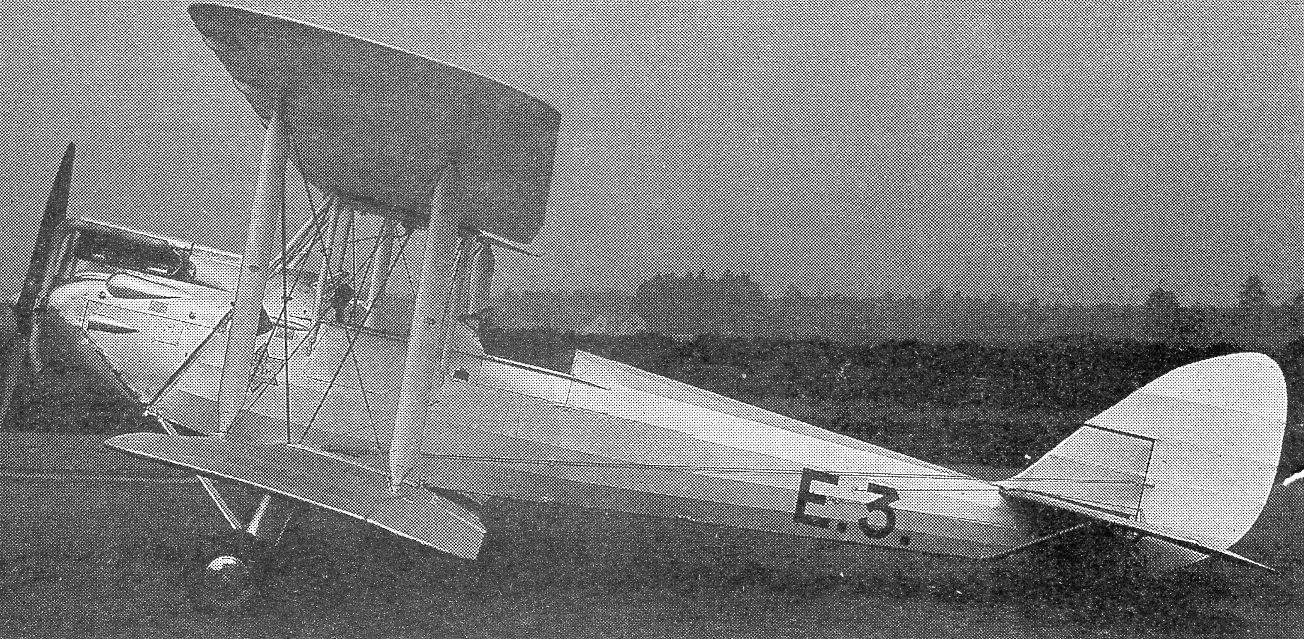
Mẫu thử DH.60T

- DH 60 Genet Moth
- DH 60G Gipsy Moth.

- DH 60GII (GipsyII Moth).
- DH 60X
- DH 60L (Luxury)
- DH 60M Moth (Metal Moth)
- DH 60T (Moth Trainer)

- DH 60GIII Moth
- DH 60GIII Moth Major
- DH 60T (Mẫu thử Tiger Moth)

## Quốc gia sử dụng

### Quân sự
| Úc - Không quân Hoàng gia Australia Áo - Không quân Áo (1927-1938) Bỉ - Không quân Bỉ Belgian Congo - Force Publique Myanmar - Không quân Tình nguyện Myanmar Brasil - Không quân Brazil - Lục quân Brazil - Hải quân Brazil Canada - Không quân Hoàng gia Canada Đài Loan - Không quân Cộng hòa Trung Hoa Chile - Không quân Chile Cuba - Hải quân Cuba Đan Mạch - Quân đoàn Không quân Lục quân Đan Mạch - Không quân Hải quân Đan Mạch Egypt - Không quân Hoàng gia Ai Cập Ethiopia - Không quân Đế chế Ethiopia Phần Lan - Không quân Phần Lan Đức - Luftwaffe Greece - Không quân Hy Lạp Hungary - Không quân Hungary Ireland - Quân đoàn Không quân Ireland Iraq - Không quân Iraq Na Uy - Không quân Lục quân Na Uy | New Zealand - Không quân Thường trực New Zealand - Không quân Hoàng gia New Zealand Paraguay - Binh chủng Không quân Paraguay Ba Lan - Không quân Ba Lan Bồ Đào Nha - Hải quân Bồ Đào Nha România - Không quân Hoàng gia Romani South Africa - Không quân Nam Phi Spanish Republic - Không quân Cộng hòa Tây Ban Nha Bản mẫu:Country data Spanish State - Không quân Tây Ban Nha Thụy Điển - Không quân Hoàng gia Thụy Điển Anh Quốc - Không quân Hoàng gia United States - Hải quân Hoa Kỳ Kingdom of Yugoslavia - Không quân Hoàng gia Nam Tư - Hải quân Hoàng gia Nam Tư |

## Tính năng kỹ chiến thuật (DH 60G Gipsy Moth)

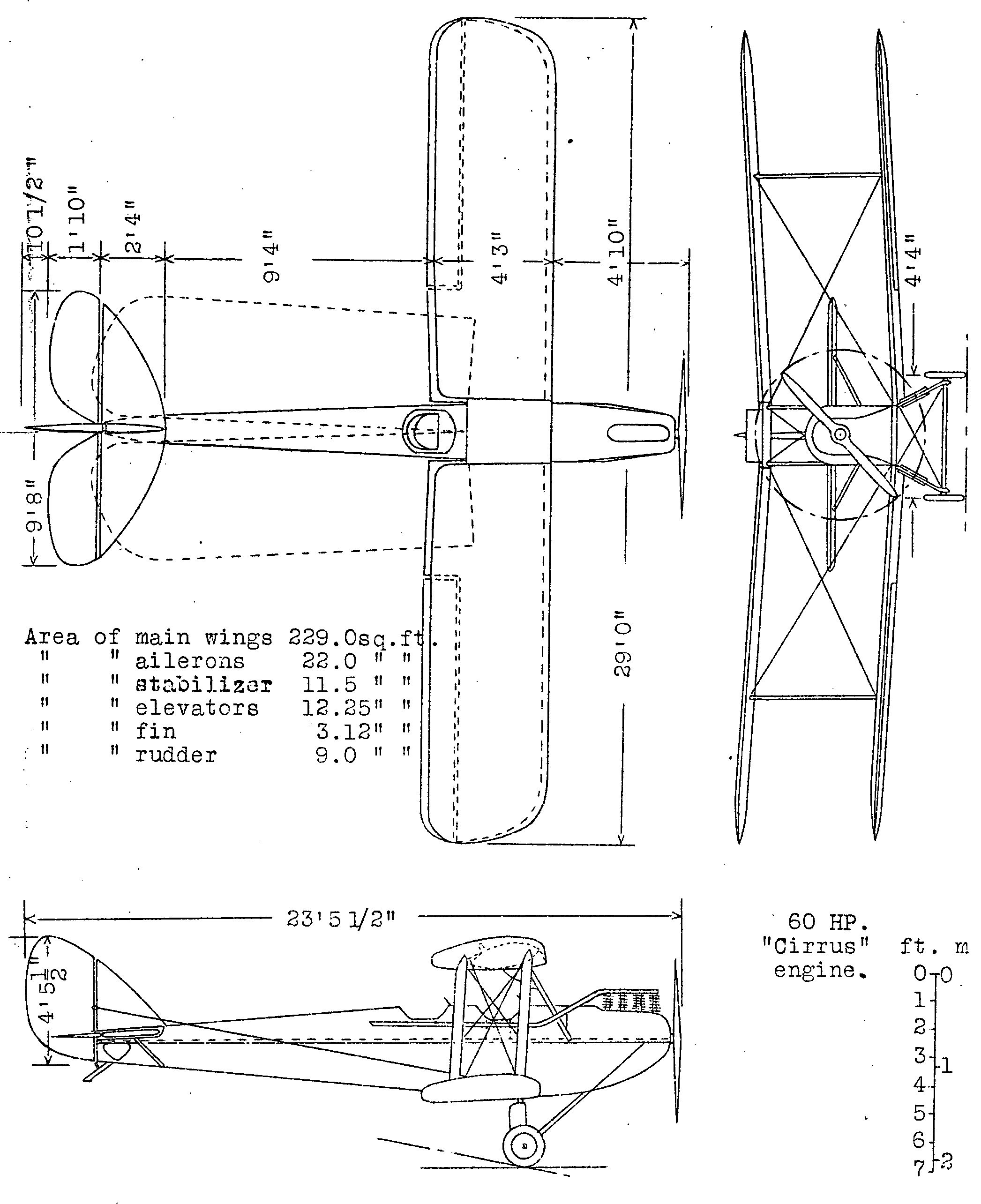
DH.60 Cirrus Moth

Đặc điểm tổng quát
- Kíp lái: 2
- Chiều dài: 23 ft 11 in (7,29 m)
- Sải cánh: 30ft (9,14 m)
- Chiều cao: 8 ft 9½ in (2,68 m)
- Diện tích cánh: 243 sq ft (22,6 m²)
- Trọng lượng rỗng: 920 lb (417 kg)
- Trọng lượng có tải: 1.750 lb (794 kg)
- Động cơ: 1 × de Havilland Gipsy I,, 100 hp (75 kW)

 Hiệu suất bay 
- Vận tốc cực đại: 105 mph (169 km/h)
- Vận tốc hành trình: 85 mph (137 km/h)